# 唐·林德
唐·莱斯利·林德（英語：Don Leslie Lind，1930年5月18日—2022年8月30日）曾是一位美国国家航空航天局的宇航员，执行过STS-51-B任务。

## 生平
1930年生于犹他州米德瓦尔，在家乡接受教育。他曾是美國童軍中级别最高的鷹級童軍。1953年毕业于犹他大学，获物理学学士学位。随后他参军入伍，在罗得岛州纽波特的海军军官预备学校学习。之后在圣迭戈海军服役4年。他曾在劳伦斯伯克利国家实验室从事Π介子-核子的研究，于1964年获加利福尼亞大學柏克萊分校高能核物理学博士学位。1975年至1976年，在阿拉斯加大学费尔班克斯分校地球物理研究所进行博士后研究。1964年至1966年，他在美国国家航空航天局戈达德太空飞行中心工作。1966年4月，入选第五组宇航员。1985年作为任务专家执行了STS-51-B任务，在太空中飞行了超过168小时。1986年，他从国家航空航天局退休。此后担任犹他州立大学物理学和天文学教授，直到1995年退休。2022年8月30日在犹他州洛根逝世。葬礼于9月10日在犹他州史密斯菲尔德举行。

## 荣誉
- 美國宇航局太空飛行獎章